# Camoesa Dulce Septiembre
Camoesa Dulce Septiembre es el nombre de una variedad cultivar de manzano (Malus domestica). Esta manzana es originaria de Galicia, está cultivada en la colección de árboles frutales y banco de germoplasma de Mabegondo con el Nº 89; ejemplares procedentes de esquejes localizados en el San Cosme de Nogueirosa, parroquia del municipio de Puentedeume (La Coruña).

## Sinónimos
- "Camuesa Dulce Septiembre",
- "Manzana Camoesa Dulce Septiembre",[4][5]
- "Maceira Camoesa Dulce Septiembre".

## Características
El manzano de la variedad 'Camoesa Dulce Septiembre' tiene un vigor vigoroso. Tamaño grande y porte erguido.
Época de inicio de brotación a partir del 10 de abril y de floración a partir de 29 de abril.
Las hojas tienen una longitud del limbo de tamaño largo, con la máxima anchura del limbo ancha. Longitud de las estípulas es larga y la máxima anchura de las estípulas es ancha. Denticulación del borde del limbo es serrado, con la forma del ápice del limbo acuminado y la forma de la base del limbo es obtuso. Con subestípulas presentes.
Sus flores tienen una longitud de los pétalos media, anchura de los pétalos es media, disposición de los pétalos en contacto
entre sí, con una longitud del pedúnculo media.
La variedad de manzana 'Camoesa Dulce Septiembre' tiene un fruto de tamaño medio, de forma oblonga, de color amarillo, con chapa lavada, e intensidad pálida. Epidermis de textura suave, con pruina en su superficie y con presencia de cera media. Sensibilidad al "russeting" (pardeamiento áspero superficial que presentan algunas variedades) muy poco sensible. Con lenticelas de tamaño grande.
Los sépalos están dispuestos de forma parcialmente replegados, y variable en su base; su fosa calicina es poco profunda y de una anchura estrecha. Pedúnculo de grosor estrecho y de longitud largo, siendo la cavidad peduncular de una profundidad profunda y de anchura media. Con pulpa de color blanca, cuya firmeza es intermedia y textura intermedia; su jugosidad es intermedia, con sabor de acidez débil, y aromática.
Época de maduración y recolección es el 4 de octubre. 'Camoesa Dulce Septiembre' es una manzana que su destino es la conservación de esta variedad en el banco de germoplasma de Mabegondo como reserva genética.

## Susceptibilidades
- Oidio: ataque medio
- Moteado: ataque medio
- Raíces aéreas: ataque débil
- Momificado: no presenta
- Pulgón lanígero: ataque débil
- Pulgón verde: ataque medio
- Araña roja: no presenta
- Chancro del manzano: no presenta[3]